# Franz Hiemesch

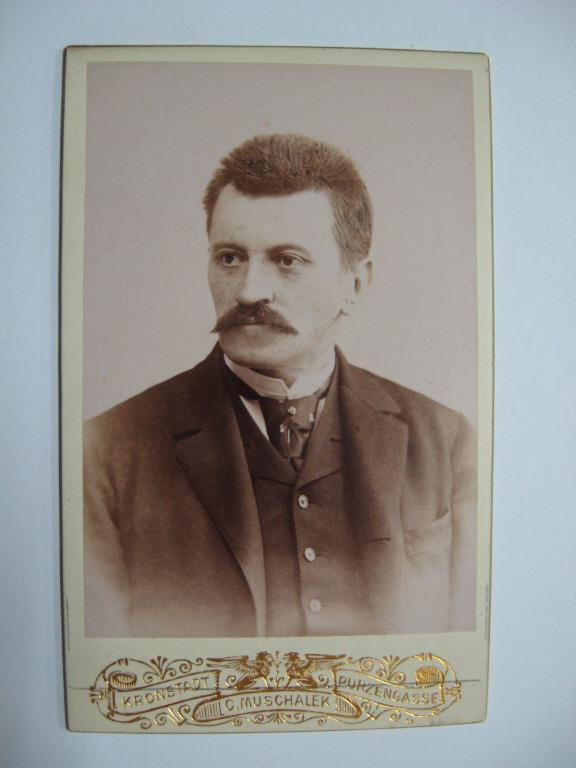
Franz Hiemesch

Franz Hiemesch (* 15. Dezember 1849 in Kronstadt; † 4. April 1911 ebenda) war ein siebenbürgischer Politiker.

## Leben
Als Sohn des Archidiakonus in Kronstadt und Pfarrers in Rosenau,  Johann Friedrich Hiemesch (1792–1869) und der Julie Friederike Trausch geboren, studierte Hiemesch nach dem Besuch des Schäßburger Gymnasiums Rechtswissenschaften in Hermannstadt, Leipzig und Klausenburg. Während seines Studiums wurde er 1871 Mitglied der Burschenschaft Normannia Leipzig. Er wurde zum Dr. iur. promoviert. Nach seinem Studium wurde er Advokaturskonzipient in Kronstadt, 1878 städtischer Wirtschaftsadjunkt und 1884 Oberstadthauptmann. Vom 1. Oktober 1898 bis zu seinem Tod am 4. April 1911 war Hiemesch dortiger Bürgermeister. Er saß im Landeskonsistorium der Evangelischen Kirche A.B. in Rumänien. Er war Abgeordneter der Sächsischen Nationsuniversität in Siebenbürgen. 1908 wurde er zum Königlichen Rat ernannt.

## Ehrungen
- Franz-Joseph-Orden, Ritterkreuz (1907)